# 73610 Klyuchevskaya
73610 Klyuchevskaya este o planetă minoră (asteroid) din centura de asteroizi. A fost descoperită pe 17 octombrie 1977 la Observatorul Palomar de Cornelis Johannes van Houten. 
Obiectul prezintă o orbită caracterizată de o semiaxă mare de 1,8946814770033 UAi, o excentricitate de 0,07, o înclinație de 19,7 ° în raport cu ecliptica.